# Oh Land (album)
Oh Land er det andet studiealbum af den danske elektropop-sangerinde og sangskriver Oh Land. Det blev udgivet den 14. marts 2011 i Danmark på Fake Diamond Records. Det fungerer samtidig som Oh Lands internationale debutalbum, og udkom i USA den 15. marts 2011 på Epic Records. Forud for albummet udkom en EP af samme navn den 8. februar 2011 i USA bestående af fem sange, der alle er inkluderet på albummet, heriblandt singlen "Sun of a Gun". Den 2. marts 2011 optrådte Oh Land med "Sun of a Gun" i det amerikanske talkshow Late Show with David Letterman.
Oh Land debuterede som #32 på hitlisten den 18. marts 2011. Den efterfølgende uge steg albummet til #5, med 1562 solgte eksemplarer i den anden uge. I USA debuterede albummet som #184 på Billboard 200-listen. Oh Land blev genudgivet den 5. december 2011 med tre nye bonusnumre; "Speak Out Now" – der er titelsang til TV 2-serien Rita, "Twist" – som er på soundtracket til filmen Abduction, og "En linedanser" – en sang skrevet til Teatret Møllen. Albummet modtog i december 2012 platin for 20.000 solgte eksemplarer i Danmark.

## Spor
| #   | Titel             | Sangskriver(e)                     | Producer(e)             | Længde |
| --- | ----------------- | ---------------------------------- | ----------------------- | ------ |
| 1.  | "Perfection"      | Nanna Øland Fabricius, Dan Carey   | Dan Carey               | 4:58   |
| 2.  | "Break the Chain" | Fabricius, Dave McCracken          | Dave McCracken          | 3:17   |
| 3.  | "Sun of a Gun"    | Fabricius, Jimmy Harry             | Dave McCracken          | 3:25   |
| 4.  | "Voodoo"          | Fabricius, Carey                   | Dan Carey, Alexis Smith | 2:50   |
| 5.  | "Lean"            | Fabricius, Carey                   | Dan Carey               | 3:27   |
| 6.  | "Wolf & I"        | Fabricius, Owen Beverly            | Dan Carey, Alexis Smith | 4:35   |
| 7.  | "Human"           | Fabricius, Evan Kidd Bogart        | Dan Carey               | 4:07   |
| 8.  | "White Nights"    | Fabricius, McCracken               | Dave McCracken          | 3:45   |
| 9.  | "Helicopter"      | Fabricius, Lester Mendez           | Lester Mendez           | 3:31   |
| 10. | "We Turn It Up"   | Fabricius, McCracken, Brian Fallon | Dave McCracken          | 2:30   |
| 11. | "Rainbow"         | Fabricius, McCracken               | Dave McCracken          | 3:21   |

| 1. | "Speak Out Now" | Fabricius, Fridolin Nordsø, Kristian Leth | 3:28 |
| 2. | "Twist"         | Fabricius, Ryan Breen                     | 2:52 |
| 3. | "En linedanser" | Fabricius                                 | 3:38 |

## Hitlister og certificeringer
| Hitliste (2011) | Højeste placering |
| --------------- | ----------------- |
| Danmark         | 5                 |

| Hitliste (2011) | Placering |
| --------------- | --------- |
| Danmark         | 31        |
| Hitliste (2012) | Placering |
| Danmark         | 50        |

| Land (Organisation) | Certificering |
| ------------------- | ------------- |
| Danmark (IFPI)      | Platin        |